# Clemens Winkler

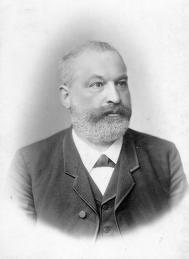
Clemens Winkler

Clemens Alexander Winkler (Freiberg, 26 december 1838 – Dresden, 4 oktober 1904) was een Duits scheikundige. Hij ontdekte in 1886 het door Dmitri Mendelejev voorspelde element germanium.

## Biografie
Winkler werd in 1838 geboren in Freiberg, een stad in het toenmalige Koninkrijk Saksen, als de zoon van een scheikundige die bij Jöns Jacob Berzelius had gestudeerd. In 1857 startte hij zijn opleiding aan de Bergakademie Freiberg (nu de Technische Universität Bergakademie Freiberg). 16 jaar later werd Winkler benoemd tot professor in de chemische technologie en analytische chemie aan diezelfde universiteit.
In 1886 werd Winkler gevraagd om de samenstelling van een pas ontdekt mineraal, argyrodiet, te ontrafelen. Men had reeds vastgesteld dat er zilver en zwavel in voorkwamen, maar toen Winkler het analyseerde ontdekte hij dat beide elementen slechts 93-94% van de massa van het mineraal uitmaakten. Dat deed hem vermoeden dat er nog een derde - nog niet ontdekt - element in aanwezig moest zijn. Na verschillende scheidings- en zuiveringsmethoden te hebben toegepast, isoleerde Winkler op 6 februari 1886 het zuivere germanium, een grijswit metalloïde, waarvan de naam afgeleid werd van de Latijnse naam voor Duitsland, Germania. Hij publiceerde zijn resultaten vrijwel onmiddellijk in het tijdschrift Berichte der deutschen chemischen Gesellschaft.
In 1892 werd Winkler lid van de Zweedse Kungliga Vetenskapsakademien. Een jaar later verhuisde hij naar Hamburg, alwaar hij trouwde met zijn jeugdliefde Tanja Braun. In 1902, twee jaar voor zijn dood, legde hij zijn hoogleraarschap neer en ging met emeritaat. Winkler stierf in Dresden aan carcinoom.